# Fergana Challenger 2013
Il Fergana Challenger 2013 è stato un torneo di tennis. È stata la 14ª edizione del torneo maschile fa parte della categoria ATP Challenger Tour nell'ambito dell'ATP Challenger Tour 2013, la 3a di quello femminile che fa parte della categoria ITF Women's Circuit nell'ambito dell'ITF Women's Circuit 2013. Sia il torneo maschile che quello femminile si sono giocati a Fergana in Uzbekistan dal 23 al 29 settembre 2013 su campi in cemento.

## Partecipanti singolare ATP

### Teste di serie
| Nazionalità   | Giocatore        | Ranking* | Testa di serie |
| ------------- | ---------------- | -------- | -------------- |
| Kazakistan    | Andrej Golubev   | 139      | 1              |
| Regno Unito   | James Ward       | 179      | 2              |
| Tunisia       | Malek Jaziri     | 180      | 3              |
| Uzbekistan    | Farrukh Dustov   | 215      | 4              |
| Moldavia      | Radu Albot       | 219      | 5              |
| Taipei cinese | Huang Liang-Chi  | 228      | 6              |
| Egitto        | Mohamed Safwat   | 245      | 7              |
| Bielorussia   | Dzmitry Zhyrmont | 250      | 8              |

- Ranking al 16 settembre 2013.

### Altri partecipanti
Giocatori che hanno ricevuto una wild card:
- Sanjar Fayziev
- Temur Ismailov
- Shonigmatjon Shofayziyev
- Pavel Tsoy

Giocatori che sono passati dalle qualificazioni:
- Fedor Chervyakov
- Sarvar Ikramov
- Batyr Sapaev
- Yaraslau Shyla

Giocatori che hanno ricevuto un entry come alternate:
- Daniiar Duldaev
- Dzmitry Zhyrmont

## Partecipanti singolare WTA

### Teste di serie
| Nazionalità | Giocatore             | Ranking* | Testa di serie |
| ----------- | --------------------- | -------- | -------------- |
| Ucraina     | Ljudmyla Kičenok      | 202      | 1              |
| Uzbekistan  | Nigina Abduraimova    | 221      | 2              |
| Ucraina     | Anastasіja Vasyl'jeva | 241      | 3              |
| Slovacchia  | Michaela Hončová      | 242      | 4              |
| Ucraina     | Veronika Kapshay      | 274      | 5              |
| Giappone    | Mari Tanaka           | 292      | 6              |
| Turchia     | Başak Eraydın         | 293      | 7              |
| India       | Ankita Raina          | 310      | 8              |

- Ranking al 16 settembre 2013.

### Altre partecipanti
Le seguenti giocatrici hanno ricevuto una wild card per il tabellone principale:
- Yana Khon
- Amina Mukhametshina
- Jamilya Sadykzhanova
- Sarvinoz Saidhujaeva

Le seguenti giocatrici sono passate dalle qualificazioni:
- Arina Folts
- Tatiana Grigoryan
- Ljudmyla Kičenok
- Alexandra Riley
- Melis Sezer
- Aleksandra Stakhanova
- Dona Valihanova
- Guzal Yusupova

## Vincitori

### Singolare maschile
Radu Albot ha battuto in finale  Ilija Bozoljac con il punteggio di 7–6(9), 6(3)–7, 6–1

### Doppio maschile
Farruch Dustov /  Malek Jaziri hanno battuto in finale  Ilija Bozoljac /  Roman Jebavý con il punteggio di 6–3, 6–3

### Singolare femminile
Nigina Abduraimova ha battuto in finale  Anastasіja Vasyl'jeva con il punteggio di 2–6, 6–1, 7–6(4)

### Doppio femminile
Ljudmyla Kičenok /  Polina Pekhova hanno battuto in finale  Michaela Hončová /  Veronika Kapshay con il punteggio di 6–4, 6–2